# جان محمدبازار
جان محمدبازار (بالفارسية: جان محمدبازار) هي قرية تقع في منطقة بولان في إيران. يقدر عدد سكانها بـ 257 نسمة بحسب إحصاء 2016.